# Saut à ski aux Jeux olympiques de 2002
Pour des articles plus généraux, voir Saut à ski aux Jeux olympiques et Jeux olympiques d'hiver de 2002.
Navigation
Nagano 1998 Turin 2006
Les épreuves de saut à ski aux Jeux olympiques de 2002.

## Podiums
| Épreuves         | Or                                                                    | Argent                                                                       | Bronze                                                         |
| Petit tremplin H | Simon Ammann                                                          | Sven Hannawald                                                               | Adam Małysz                                                    |
| Grand tremplin H | Simon Ammann                                                          | Adam Małysz                                                                  | Matti Hautamäki                                                |
| Par équipe H     | Allemagne Sven Hannawald Stephan Hocke Michael Uhrmann Martin Schmitt | Finlande Matti Hautamäki Veli-Matti Lindström Risto Jussilainen Janne Ahonen | Slovénie Damjan Fras Primož Peterka Robert Kranjec Peter Zonta |

## Résultats

### Petit Tremplin
| Place | Nation    | Athlète               | Points |
| ----- | --------- | --------------------- | ------ |
| 1er   | Suisse    | Simon Ammann          | 269.0  |
| 2e    | Allemagne | Sven Hannawald        | 267.5  |
| 3e    | Pologne   | Adam Małysz           | 263.0  |
| 4e    | Finlande  | Janne Ahonen          | 261.5  |
| 5e    | Finlande  | Veli-Matti Lindstroem | 253.0  |
| 6e    | Finlande  | Matti Hautamaeki      | 252.5  |
| 7e    | Allemagne | Martin Schmitt        | 250.0  |
| 8e    | Allemagne | Michael Uhrmann       | 245.0  |

### Grand Tremplin
| Place | Nation    | Athlète           | Points |
| ----- | --------- | ----------------- | ------ |
| 1er   | Suisse    | Simon Ammann      | 281.4  |
| 2e    | Pologne   | Adam Małysz       | 269.7  |
| 3e    | Finlande  | Matti Hautamäki   | 256.0  |
| 4e    | Allemagne | Sven Hannawald    | 255.3  |
| 5e    | Autriche  | Stefan Horngacher | 247.2  |
| 6e    | Suisse    | Andreas Küttel    | 245.6  |
| 7e    | Japon     | Kazuyoshi Funaki  | 245.5  |
| 8e    | Autriche  | Martin Koch       | 244.5  |

### Par équipe
| Place | Nation       | Athlète                                                             | Points |
| ----- | ------------ | ------------------------------------------------------------------- | ------ |
| 1er   | Allemagne    | Sven Hannawald Stephan Hocke Michael Uhrmann Martin Schmitt         | 974.1  |
| 2e    | Finlande     | Matti Hautamäki Veli-Matti Lindström Risto Jussilainen Janne Ahonen | 974.0  |
| 3e    | Slovénie     | Damjan Fras Primož Peterka Robert Kranjec Peter Žonta               | 946.3  |
| 4e    | Autriche     | Andreas Widhölzl Stefan Horngacher Martin Höllwarth Wolfgang Loitzl | 926.8  |
| 5e    | Japon        | Hideharu Miyahira Hiroki Yamada Masahiko Harada Kazuyoshi Funaki    | 926.0  |
| 6e    | Pologne      | Tomisław Tajner Robert Mateja Tomasz Pochwała Adam Małysz           | 848.1  |
| 7e    | Suisse       | Marco Steinauer Sylvain Freiholz Simon Ammann Andreas Küttel        | 818.3  |
| 8e    | Corée du Sud | Yong Jik Choi Chil Gu Kang Hyun Ki Kim Heung Chul Choi              | 801.6  |

## Médailles
| Place | Nation    |   |   |   | Total |
| ----- | --------- | - | - | - | ----- |
| 1er   | Suisse    | 2 | 0 | 0 | 2     |
| 2e    | Allemagne | 1 | 1 | 0 | 2     |
| 3e    | Finlande  | 0 | 1 | 1 | 2     |
| 3e    | Pologne   | 0 | 1 | 1 | 2     |
| 5e    | Slovénie  | 0 | 0 | 1 | 1     |